# Kawanishi Kōkūki
La Compañía Aeronáutica Kawanishi (川西航空機?) fue un fabricante japonés de aviones activo hasta el final de la Segunda Guerra Mundial. Fue fundada originalmente en 1920 en la prefectura de Hyōgo como una compañía de ingeniería parte del grupo de empresas Kawanishi, origen también de otra compañía aeronáutica, Nakajima. Kawanishi como fabricante de aviones fue fundada en 1928.
Aunque Kawanishi es más conocida por sus hidroaviones, especialmente las hidrocanoas pesadas Kawanishi H6K y H8K, entre sus modelos fabricados destaca también el caza basado en tierra N1K-J, derivado del hidroavión de caza Kawanishi N1K1 que ha sido considerado uno de los mejores aparatos de la contienda. Tras la derrota de Japón, la compañía renació con el nombre Shin Meiwa, renombrada posteriormente ShinMaywa, y continuó fabricando hidrocanoas tetramotor, como el PS-1.

## Modelos

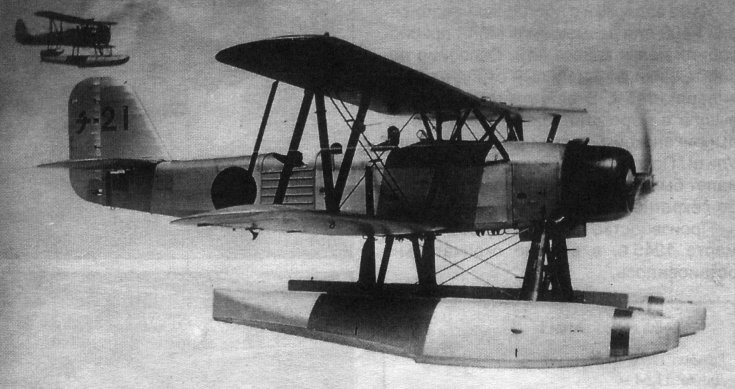
Kawanishi E7K.

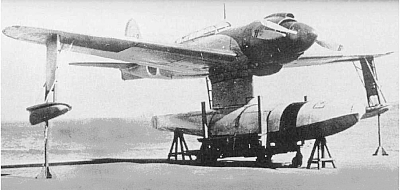
Kawanishi E15K.

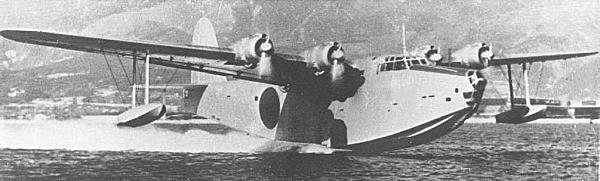
Kawanishi H8K.

- Baika, proyecto de reactor suicida.
- E5K, hidroavión de reconocimiento, basado en el Yokosuka E5Y.
- E7K, hidroavión de reconocimiento.
- E8K, prototipo de hidroavión de reconocimiento.
- E10K, prototipo de hidrocanoa de reconocimiento y transporte.
- E11K, hidrocanoa de reconocimiento.
- E13K, prototipo de hidroavión de reconocimiento.
- E15K Shiun, hidroavión de reconocimiento.
- H3K, hidrocanoa trimotor.
- H6K, hidrocanoa cuatrimotor.
- H8K, hidrocanoa cuatrimotor.
- H11K, proyecto de hidrocanoa cuatrimotor.
- J6K, proyecto de interceptor.
- K-1, avión correo.
- K-2, avión de competición.
- K-3, avión multiuso.
- K-5, hidroavión correo.
- K-6, hidroavión de transporte.
- K-7, hidroavión de transporte.
- K-8, hidroavión de transporte.
- K-10, avión de transporte.
- K-11, caza embarcado experimental.
- K-12, avión de largo alcance.
- K6K, prototipo de hidroavión de entrenamiento.
- K8K, hidroavión de entrenamiento.
- N1K1 Kyōfū , hidroavión de caza.
- N1K1-J Shiden, caza basado en tierra.
- N1K2-J Shiden-KAI, caza basado en tierra.